# Alycia Debnam-Carey
Alycia Jasmin Debnam-Carey (Sydney, Új-Dél-Wales, 1993. július 20. –) ausztrál színésznő. Legismertebb szerepe Lexa A visszatérők című amerikai sci-fi sorozatban, valamint Alicia Clark az AMC horrorsorozatában, a Fear the Walking Deadben.
Szerepelt A vihar magja, a The Devil's Hand, és a Friend Request című filmekben, emellett feltűnt a McLeod lányai és a Next Stop Hollywood című ausztrál sorozatokban.

## Fiatalkora
2011-ben érettségizett a Newtown High School of the Performing Arts középiskolában, ahol ütőhangszeres képzésben részesült. 2010-ben ő és 40 másik fiatal zenész a Berlini Filharmonikusokkal közösen egy két hetes program során zeneművet komponált, melyet előadtak a Sydney-i Operaházban. Tíz évig tanult klasszikus ütőhangszeren, továbbtanulási tervei között szerepelt, hogy jelentkezik a Sydney Conservatorium of Musicba, mely Ausztrália egyik legrégebbi és legrangosabb zenei iskolája, végül azonban nem a zenei pályát választotta.
A középiskola utolsó évében az érettségi vizsgán 6 tantárgyból 90%-os teljesítménnyel zárt, amiért az iskola saját díját is megkapta (Premier's award).

## Pályafutása

### 2003–2011: A kezdetek
Mindössze 8 éves volt, amikor megkapta első szerepét Rachel Ward díjnyertes filmjében, a Martha's New Coat-ban. 2006-ban vendégszerepelt a McLeod lányai című ausztrál sorozatban. 2008-ban feltűnt a Dream Life című filmben és a Jigsaw Girl című rövidfilmben. 2008-ban egy adásba soha nem került sorozat, a Resistance pilot-epizódjában játszott, ezt követően 2010-2011-ben szerepelt az At the Tattooist és a The Branch című rövidfilmekben. 2010-ben vendégszerepelt egy másik ausztrál sorozatban, a Táncakadémiában.

### 2012–2013 Los Angeles és a Next Stop Hollywood
Debnam-Carey 18 évesen tűnt fel Hollywoodban, ekkor járt először az Amerikai Egyesült Államokban. Az utazás apropója az volt, hogy Debnam-Carey szerepelt a Next Stop Hollywood című 6 részes dokumentum sorozatban, melynek ő volt a legfiatalabb résztvevője. A sorozat 6 ausztrál színész útját követi nyomon hat héten át, amint szerepekért versengenek az USA tévés pilot-szezonjában. Amerikai útján édesanyja, a televíziós író Leone Carey kísérte el.
Hollywoodba utazása után két héttel részt vett egy meghallgatáson egy új CW sorozat, a Carrie naplója címszerepéért, és felkérték egy másik meghallgatásra is, egy amish közösségben játszódó független thriller főszerepe kapcsán. Újabb két Hollywoodban töltött hét után bekerült a Carrie naplója szereplőválogatásának következő fordulójába és főszerepet kínáltak neki a The Devil's Hand című filmben. A következő héten Kanadába utazott, hogy találkozzon egy filmrendezővel. A hatodik, egyben utolsó Hollywoodban töltött héten Debnam-Carey megkezdte a The Devil's Hand forgatását Észak-Karolinában. A Carrie naplója főszerepét elvesztette, azt végül AnnaSophia Robb kapta meg.
A Next Stop Hollywoodot 2013-ban mutatták be Ausztráliában az ABC1 csatornán.
Los Angeles-i tartózkodása alatt a Heath Ledger ösztöndíj egyik döntőse lett 2012 júliusában.

### 2014–napjainkig: Áttörés, A visszatérők és Fear the Walking Dead

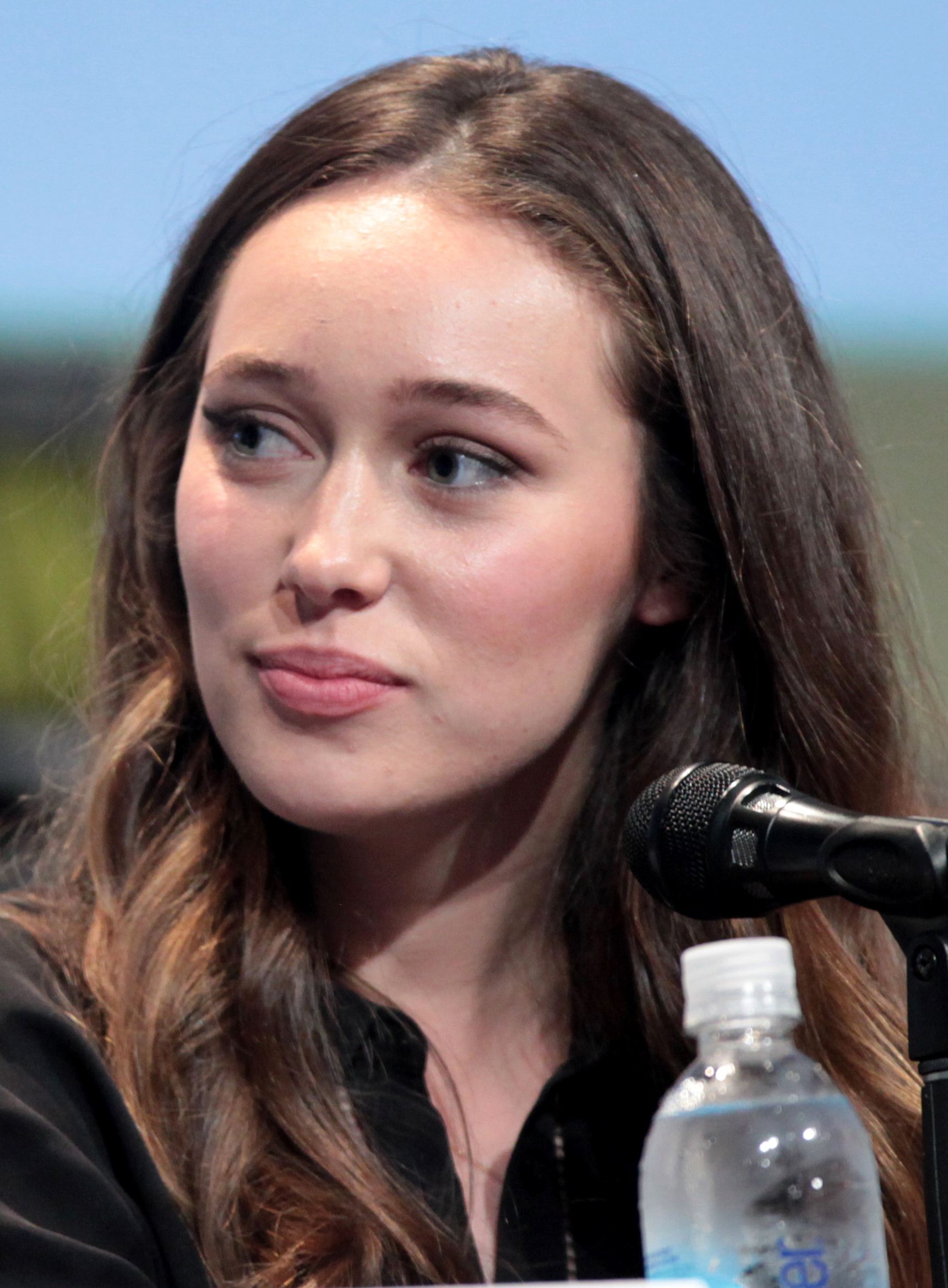
Debnam-Carey a 2015-ös San Diego-i Nemzetközi Képregény-találkozón.

2014-ben Debnam-Carey játszott az amerikai katasztrófafilmben, A vihar magjában. A The Devil's Handet követően szerepelt az AMC Galyntine című sorozatának pilot-epizódjában, végül azonban az AMC úgy döntött, hogy a pilotból nem készít sorozatot. Ugyanebben az évben feltűnt a Made in Hollywoodban.
Vendégszerepelt A visszatérők című CW sorozat második évadában, melynek a hatodik epizódjában tűnt fel először mint Lexa, a tizenkét klán vezetője. Hamar közönségkedvenccé vált. A 2015-ös San Diego Comic Con International-en a sorozat készítője, Jason Rothenberg megerősítette, hogy Debnam-Carey visszatérő szereplő lesz a széria harmadik évadában is.
2014 decemberében főszerepet kapott a The Walking Dead spin-off sorozatában, a Fear the Walking Deadben mint Alicia Clark. A színésznőről az első forgatási képek akkor jelentek meg, amikor a sorozat első évadának utolsó 5 epizódját forgatták 2015. május 11-én Vancouverben. Az első évad forgatása 2015 június végén ért véget Kanadában, és 2015 júliusában fejeződött be Los Angelesben. Az első epizód 2015. augusztus 23-án került képernyőre.
Az AMC az amerikai tévékritikusok szövetsége, a Television Critics Association sajtóturnéján bejelentette, hogy berendelte a sorozat 2. évadát 15 epizóddal. A csatorna 2016. április 15-én bejelentette, hogy a szériát megújították egy 16 epizódos harmadik szezonra, mely 2017-ben került képernyőre. 2016. április 15-én a sorozat promotálása kapcsán Debnam-Carey részt vett az Amerikában igen népszerű Jimmy Kimmel Live! talkshowban.
Főszerepet kapott a Friend Request című német thrillerben, melynek eredeti címe Unfriend. A film megjelenését 2015-re tervezték, végül azonban 2016. január 7-én mutatták be Németországban.
2017. október 19-én megerősítették, hogy Debnam-Carey szerepet kapott egy thrillerben, az A Violent Separationben, melyben Frances Campbellt, az áldozat húgát alakítja. A film bemutatójára 2019. május 13-án került sor Santa Monicában a Laemmle Monica Film Centerben.

## Filmográfia

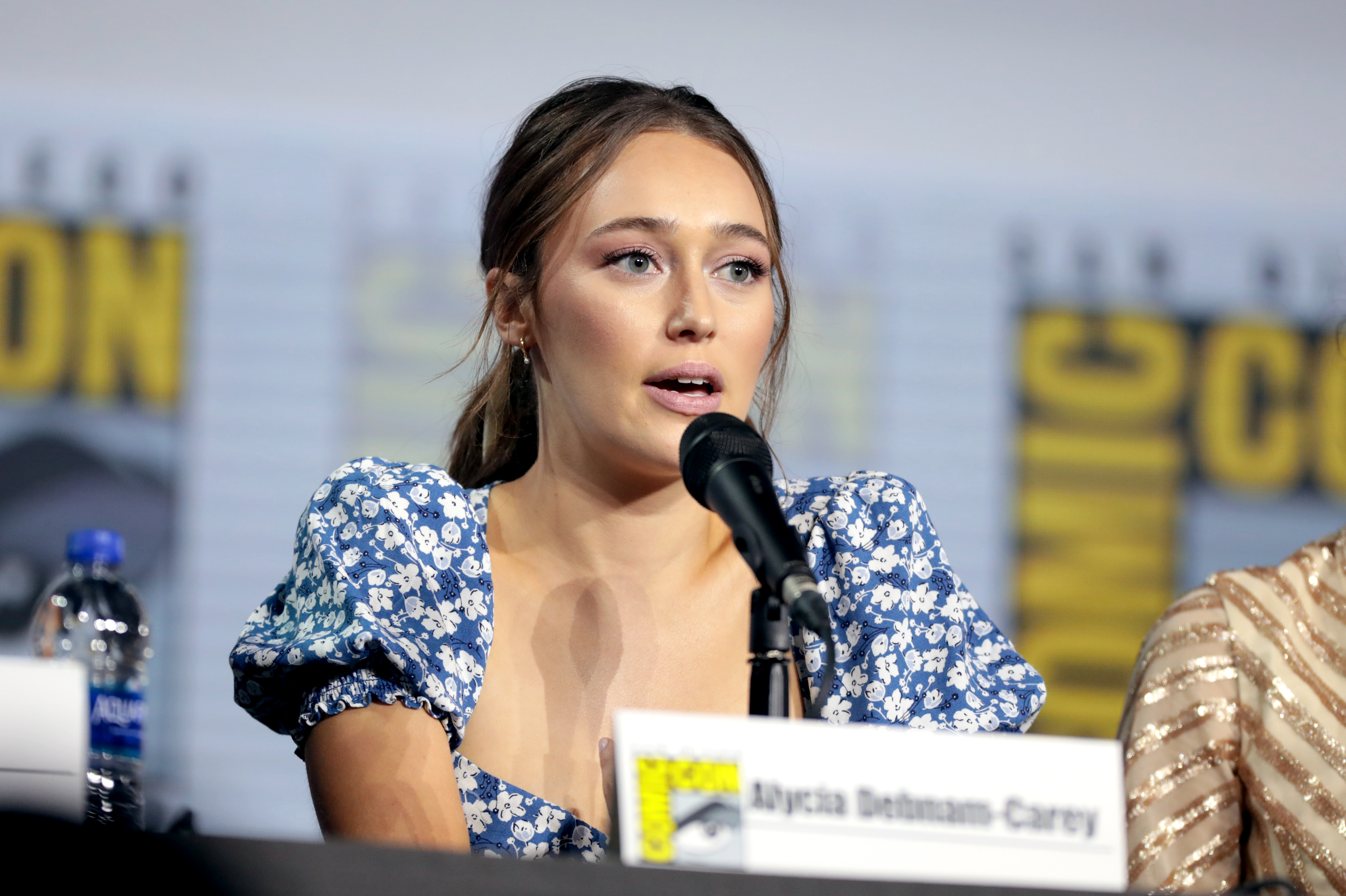
Debnam-Carey 2019 júliusában

### Film
| Év   | Magyar cím    | Eredeti cím          | Szerep           | Magyar hang     |
| ---- | ------------- | -------------------- | ---------------- | --------------- |
| 2003 |               | Martha's New Coat    | Elsie            |                 |
| 2008 |               | Jigsaw Girl          | Caitlyn          |                 |
| 2010 |               | At the Tattooist     | Jane             |                 |
| 2011 |               | The Branch           | Anica            |                 |
| 2014 | A vihar magja | Into the Storm       | Kaitlyn Johnston | Gáspár Kata     |
| 2014 |               | The Devil's Hand     | Mary             |                 |
| 2016 |               | Friend Request       | Laura Woodson    |                 |
| 2019 |               | A Violent Separation | Frances Campbell |                 |
| 2024 | Ami belül van | It’s What’s Inside   | Nikki            | Kis-Kovács Luca |

### Televízió
| Év        | Magyar cím            | Eredeti cím                    | Szerep                | Megjegyzések                                                             |
| --------- | --------------------- | ------------------------------ | --------------------- | ------------------------------------------------------------------------ |
| 2006      | McLeod lányai         | McLeod's Daughters             | Chloe Sanderson       | 1 epizód                                                                 |
| 2008      |                       | Dream Life                     | Cassie                | tévéfilm                                                                 |
| 2008      |                       | Resistance                     | Genevieve "Gen" Leone | leadatlan próbaepizód                                                    |
| 2010      | Táncakadémia          | Dance Academy                  | Mia                   | 1 epizód                                                                 |
| 2014      |                       | Galyntine                      | Essin                 | leadatlan próbaepizód                                                    |
| 2014–2016 | A visszatérők         | The 100                        | Lexa                  | - visszatérő szereplő (2-3. évad) - 16 epizód                            |
| 2015–2023 | Fear the Walking Dead | Fear the Walking Dead          | Alicia Clark          | - főszereplő (1-7. évad) - vendégszereplő (8. évad) - rendező (1 epizód) |
| 2016–2019 |                       | Talking Dead                   | önmaga                | 7 epizód                                                                 |
| 2023      |                       | Saint X                        | Emily Thomas          | főszereplő (8 epizód)                                                    |
| 2023      | Szirmokba zárt szavak | The Lost Flowers of Alice Hart | Alice Hart            | főszereplő minisorozat (7 epizód)                                        |

### Videóklip
| Év   | Cím                | Művész                        |
| ---- | ------------------ | ----------------------------- |
| 2010 | Eli                | Mailer Daemon / Lincoln Davis |
| 2011 | She's Like a Comet | Jebediah                      |

## Díjak és jelölések
| Év   | Díj               | Kategória                                              | Jelölt projekt        | Eredmény  |
| ---- | ----------------- | ------------------------------------------------------ | --------------------- | --------- |
| 2015 | MTV Fandom Awards | Ship of the Year (Eliza Taylorral)                     | A visszatérők         | Jelölés   |
| 2015 | MTV Fandom Awards | Fan Freakout of the Year                               | A visszatérők         | Megnyerte |
| 2016 | MTV Fandom Awards | Ship of the Year (Eliza Taylorral)                     | A visszatérők         | Jelölés   |
| 2016 | MTV Fandom Awards | Legjobb rajongótábor                                   | A visszatérők         | Jelölés   |
| 2015 | E! Online Awards  | Legjobb csók (Eliza Taylorral)                         | A visszatérők         | Megnyerte |
| 2015 | E! Online Awards  | Legjobb vendégszereplő                                 | A visszatérők         | Megnyerte |
| 2015 | E! Online Awards  | Legjobb szereplőgárda a közösségi médiában             | A visszatérők         | Jelölés   |
| 2015 | E! Online Awards  | Legjobb páros (Eliza Taylorral)                        | A visszatérők         | Jelölés   |
| 2015 | E! Online Awards  | Steamiest/Sexiest Moment (Eliza Taylorral)             | A visszatérők         | Megnyerte |
| 2015 | E! Online Awards  | A legszomorúbb búcsú (Eliza Taylorral)                 | A visszatérők         | Megnyerte |
| 2015 | E! Online Awards  | Legjobb harcjelenet (Zach McGowannel)                  | A visszatérők         | Megnyerte |
| 2016 | E! Online Awards  | Moment That Made You Want To Throw Out Your TV         | A visszatérők         | Megnyerte |
| 2016 | E! Online Awards  | Legjobb vendégszereplő                                 | A visszatérők         | Megnyerte |
| 2016 | E! Online Awards  | Legjobb szereplőgárda a közösségi médiában             | A visszatérők         | Jelölés   |
| 2016 | E! Online Awards  | Legjobb rajongótábor                                   | A visszatérők         | Megnyerte |
| 2016 | E! Online Awards  | Feltörekvő női sztár                                   | Fear the Walking Dead | Megnyerte |
| 2016 | Radio Times       | Sci-Fi Champion                                        | A visszatérők         | Megnyerte |
| 2017 | Szaturnusz-díj    | Legjobb, televíziós sorozatban szereplő fiatal színész | Fear the Walking Dead | Jelölés   |
| 2018 | Szaturnusz-díj    | Legjobb, televíziós sorozatban szereplő fiatal színész | Fear the Walking Dead | Jelölés   |